# HD 149837
HD 149837 è una stella nana bianco-gialla nella sequenza principale di magnitudine 6,22 situata nella costellazione dell'Altare. Distante 100 anni luce dal sistema solare.

## Osservazione
Si tratta di una stella situata nell'emisfero celeste australe. La sua posizione è fortemente australe e ciò comporta che la stella sia osservabile prevalentemente dall'emisfero sud, dove si presenta circumpolare anche da gran parte delle regioni temperate; dall'emisfero nord la sua visibilità è invece limitata alle regioni temperate inferiori e alla fascia tropicale. Essendo di magnitudine pari a 6,2, non è osservabile ad occhio nudo; per poterla scorgere è sufficiente comunque anche un binocolo di piccole dimensioni, a patto di avere a disposizione un cielo buio.
Il periodo migliore per la sua osservazione nel cielo serale ricade nei mesi compresi fra maggio e settembre; nell'emisfero sud è visibile anche per gran parte della primavera, grazie alla declinazione boreale della stella, mentre nell'emisfero sud può essere osservata limitatamente durante i mesi estivi boreali.

## Caratteristiche fisiche
HD 149837 è un sistema stellare formato da due componenti. Le componenti del sistema, A e B, sono rispettivamente di magnitudine 6,22 e 9,0, e sono separate da 1,4 secondi d'arco con angolo di posizione di 035 gradi. La distanza reale tra le due stelle è di 45,8 UA e le loro masse sono rispettivamente, per A e B, 1,25 e 0,79 masse solari.